# Agricol-Joseph Fortia d'Urban
Pour les articles homonymes, voir Fortia.
Agricol-Joseph-François-Xavier-Pierre-Esprit-Simon-Paul-Antoine (ou plus simplement Agricol-Joseph), marquis de Fortia d'Urban, érudit et historien français, né le 18 février 1756 à Avignon, mort à Paris le 3 août 1843.

## Biographie
Sa famille est issue de Marc Fortia, bourgeois de Montpellier, fils de Jean et de Françoise Vitalis, qui s'établit au  XVIe siècle à  Carpentras où il épouse le 15 décembre 1549 Joan Henriquez, fille de Georg et de Leanor Benedict, d'une famille juive d'Anvers. Ce dernier devient viguier, puis achète une charge de président de la Chambre apostolique.
A. J. Fortia d'Urban descend de la famille de Vissec de Latude, par Marie-Esprite qui avait épousé en secondes noces en 1681 son arrière-grand-père Paul Fortia (1655-1734). Elle était la fille de la célèbre marquise de Ganges et de Charles de Vissec de Latude. 
Lui-même était colonel des milices du pape dans le Comtat Venaissin lorsque la réunion d'Avignon à la France vint le rendre à la vie privée. Il publia Histoire de la maison de Fortia, originaire de Catalogne... où l'on trouvera quelques détails historiques sur le royaume d'Aragon et les anciens comtes de Provence, 1808, chez N. Xhrouet.
Se livrant dès lors tout entier à son goût pour l'étude, il cultiva avec un égal succès les mathématiques, l'histoire et la géographie. Il fut membre de la Société des antiquaires de France et membre honoraire de l'Académie des Inscriptions et Belles-Lettres. Fortia d'Urban fut également le premier président honoraire de la Société de l'Histoire de France, de 1834 à sa mort.
Joseph de Fortia d'Urban participa à l'urbanisation de La Nouvelle Athènes (aujourd'hui le quartier Saint Georges  Paris 9e) : on retrouve son nom sur un plan cadastral manuscrit (1830-1850). Une partie de son terrain devint la rue d'Aumale.
Il épousa Julie-Gabrielle-Marie-Jacqueline d’Achard de Sainte-Colombe par contrat le 11 janvier 1789 ; elle meurt le 16 février 1842, et est inhumée au Cimetière de Montmartre, (12e division), avenue Travot.
C'est Prosper Mérimée qui succéda fin 1843 à Fortia d'Urban à l'Académie des inscriptions.

## Œuvres
Outre des dissertations sur des sujets très divers, il a publié :
- Mémoires pour servir à l histoire ancienne du globe, 10 volumes in-12, 1805-1809, Paris, chez N. Xhrouet (on y distingue ses recherches sur les déluges) :
  1. Histoire ancienne des Saliens, nation ligurienne ou celtique, et des Saliens, prêtres de Mars, précédée par l'histoire des Liguriens,et des Mémoires sur l'origine de l'Académie celtique, Paris : chez Xhrouet, 1805 (vol. 1)
  2. Considérations sur l’origine et l’histoire ancienne du globe, ou Introduction à l’histoire ancienne de l’Europe, 1807
  3. Mémoire et plan de travail sur l’histoire des Celtes ou Gaulois, c’est-à-dire sur l’histoire de France avant Clovis, suivi d’additions et de tables pour les deux volumes qui ont déjà paru, 1807
  4. Histoire de la Chine avant le déluge d’Ogigès. Première partie, faisant suite aux trois premiers volumes de l’Introduction à l’histoire ancienne de l’Europe, 1807
  5. Histoire de la Chine avant le déluge d’Ogigès. Seconde partie, ou cinquième volume de l’Introduction à l’histoire ancienne de l’Europe, 1807
  6. Essai sur l’origine des anciens peuples, suivi d’une théorie élémentaire des comètes, appliquée à la comète de 1807, 1808
  7. Bérose et Annius de Viterbe, ou les Antiquités caldéennes, 1808
  8. Essai sur quelques-uns des plus anciens monumens de la géographie, terminé par les preuves de l’identité des déluges d’Yao, de Noé, d’Ogigès et de l’Atlantide ; et l’explication phisique de ce déluge, 1809
  9. Histoire et théorie du déluge d’Ogigès ou de Noé, et de la submersion de l’Atlantide, 1809
  10. Nouveau sistème préadamite, ou Conciliation de la Genèse avec l’antiquité de l’histoire, précédé de nouvelles observations sur l’antiquité de la Chine, 1809
- Histoire de la marquise de Ganges, Paris, impr. Levrault, 1810.
- Tableau historique et géographique du monde, depuis son origine jusqu’au siècle d’Alexandre, c’est-à-dire, jusqu’au quatrième siècle avant l’ère chrétienne inclusivement, 1810, 4 volumes in-12 (vol.1).
- Histoire générale de Portugal, depuis l’origine des Lusitaniens jusqu’à la régence de Dom Miguel, avec Jean-François Mielle, 1828-1830, 9 volumes in-8 (sur 10 volumes prévus initialement), reprend et continue l'Histoire générale de Portugal, 1735, rédigée par Nicolas de La Clède.
- Description de la Chine et des États tributaires de l’empereur, 1839-1840, 3 volumes.
- Histoire anté-diluvienne de la Chine, ou Histoire de la Chine jusqu’au déluge d’Yao, l’an 2298 avant notre ère, 1840, 2 volumes.
- Abrégé chronologique de la vie de Platon, 1843.

On lui doit la publication de l'Histoire de Hainaut par Jacques de Guyse, latin-français, 1826 et années suivantes, 22 volumes in-8, et un Recueil des Itinéraires anciens, qui parut après sa mort, 1845, in-4.
Il eut une grande part à une nouvelle édition de l'Art de vérifier les dates.